# ユーリ・カスパロフ
ユーリ・セルゲイエヴィチ・カスパロフ（ロシア語: Юрий Серге́евич Каспа́ров, ラテン文字転写: Yuri Sergeyevich Kasparov, 1955年6月8日 ‐ ) は、ロシアの現代音楽の作曲家。

## 概要
1984年にモスクワ音楽院を卒業し、1991年に大学院を修了。1990年にモスクワ現代音楽アンサンブルを設立し、芸術監督に就任。国際現代音楽協会ロシア支部の会長を務める。

## 音楽
アンサンブル・モデルン、ラジオ・フランス、スタヴァンゲル交響楽団の委嘱作品を手がけている。作品は〈東京の夏〉音楽祭、ワルシャワの秋現代音楽祭、ラジオ・フランスの「フェスティバル・プレセンス」などで演奏された。タイトル=作曲者：ユーリ・カスパロフの音楽はBBCウェールズ交響楽団やNational Radio Orchestra of Romaniaなどで録音されている。

## 賞
1985年、交響曲第1番「Guernica」が、モスクワのAll-Unionで第1位、1989年、「Ave Maria」が、グイード・ダレッツォ・コンコルソ国際作曲コンクールで第1位、1996年には、アンリ・デュティユー国際作曲コンクールで「Effet de nuit」がグランプリを受賞した。
2007年、カスパロフは、ロシア大統領により、ロシア連邦名誉芸術労働者、2008年、フランス文化省により芸術文化勲章、2015年には、カザフスタンの文化労働者賞を受賞した。

## 作品

### 管弦楽曲
- 交響曲第1番「ゲルニカ」（1984）初演 -  1984年6月。モスクワ
- 交響曲第2番「Kreutzer-Sinfonie」（1987）初演 -  1987年1月。ヤロスラブリ
- 交響曲第3番「L'Ecclésiaste」（1999年）。初演 -  2000年3月。トゥール（フランス）
- 交響曲第4番「ノートルダム」（2008）最初演 -  2008年11月。モスクワ
- ロゴス、管弦楽のための協奏曲（1993）。
- Genesis、小交響曲（1989）初演 -  1994年1月。カーディフ（イギリス）
- Lincos、管弦楽のためのシーケンス（1988）。初演 -  1990年4月。 Norrköping（スウェーデン）
- The World, such as it is, symphonic picture (1997)
- オーボエと管弦楽のための協奏曲（1988）。初演 -  1991年12月。モスクワ
- バッハンと管弦楽のための協奏曲（1996）。初演 -  1996年10月。スタヴァンゲル（ノルウェー）
- フルートと管弦楽のための協奏曲 "C'est la vie"（2003）。初演 -  2003年11月モスクワ
- チェロと管弦楽のための協奏曲（1998）。初演 -  2000年11月。モスクワ
- Castles in the air（2003）、24本のフルートのための。初演 -  2005年3月。フランス・パリ
- オルガンと管弦楽のための協奏曲 "Obélisque"（2005）。初演 -  2006年11月。モスクワ